# Xa Jahan

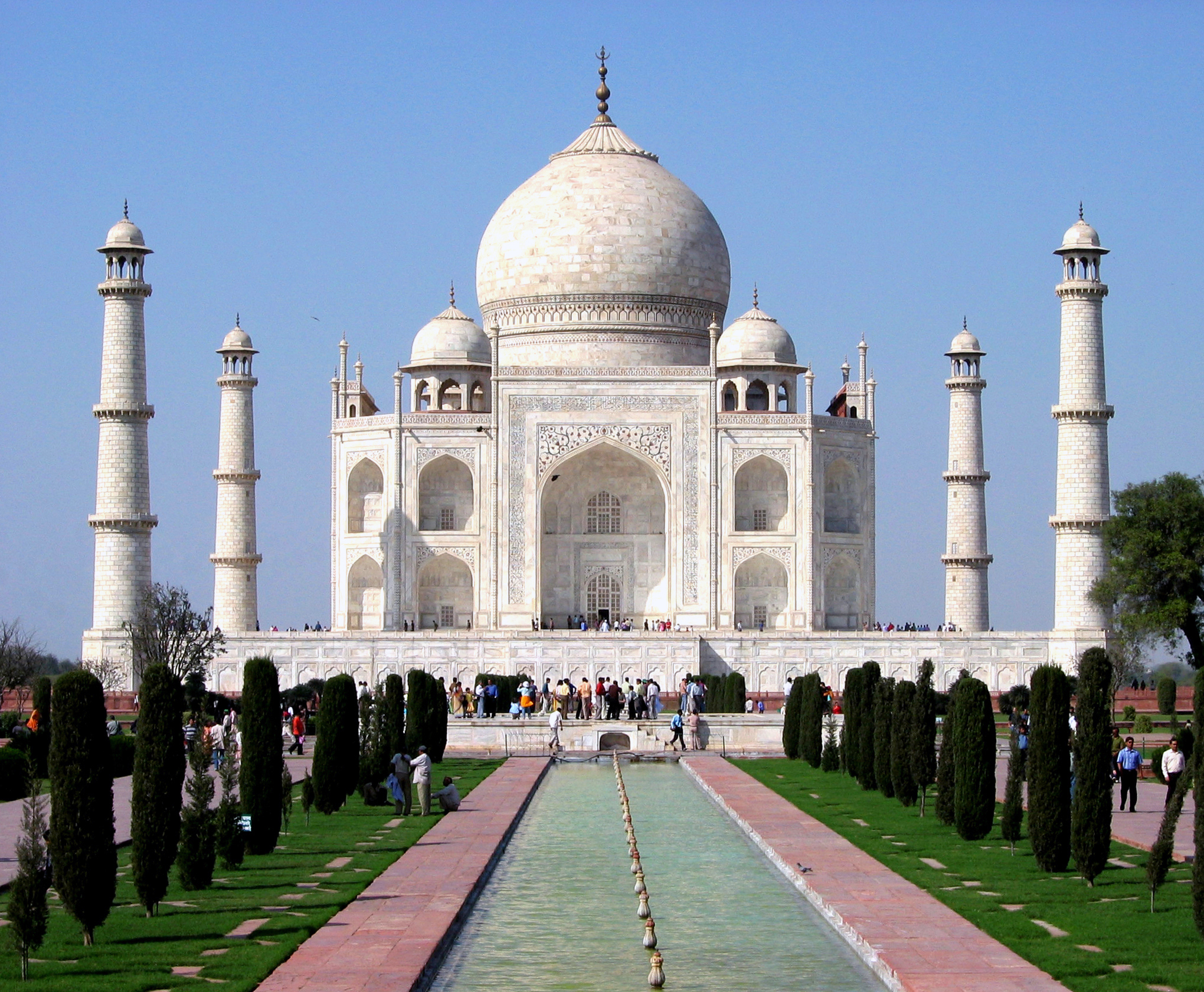
El Taj Mahal, comissionat per Xa Jahan

Xahab-ud-din Muhammad Xa Jahan I -en persa: شاه ‌جهان, rei del món- (5 de gener de 1592 - 22 de gener de 1666) va ser el cinquè emperador mogol de l'Índia des de 1628 fins a 1658. Era el fill del precedent emperador, Jahangir, i de la seva muller hindú Bilqis Makani Begum (o l'esposa rajput Mammati Son).
El 1616 fou nomenat subadar de Dècan; va ocupar aquest càrrec per segona vegada el 1621. El 1622 va fer executar al seu germà gran Khusraw. El 1623 es va revoltar, impedint que Jahangir pogués recuperar Kandahar i fou expulsat del Dècan marxant cap a Bengala on també fou vençut. El 1626 va retornar al Dècan i es va sotmetre al seu pare.
És conegut especialment per haver fet construir el Taj Mahal, un mausoleu dedicat a la seva segona esposa Arjumand Banu Begum, popularment coneguda com a Mumtaz Mahal (Joia del Palau), amb qui es va casar el 20 de maig de 1612 a l'edat de 20 anys. També va fer erigir la mesquita més gran de l'Índia, la Jama Masjid i va fundar la ciutat de Shahjahanabad a Delhi. En l'aspecte religiós fou tolerant i va restablir als rajputs en altes funcions.

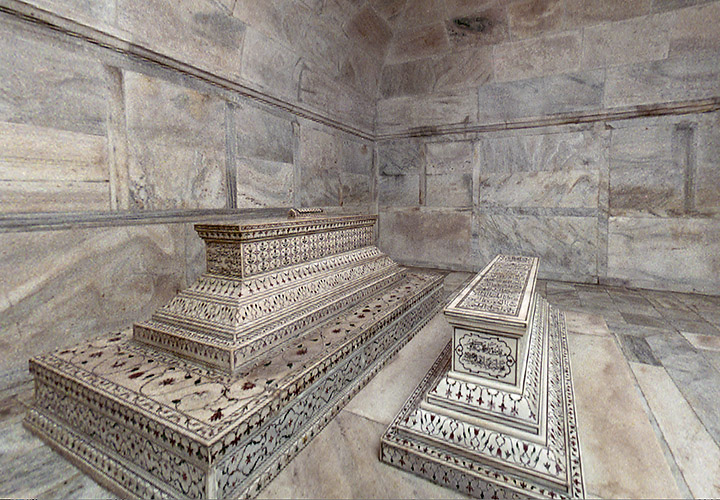
Les tombes reals de Mumtaz Mahal i Xah Jahan al nivell inferior del Taj Mahal

## Regnat

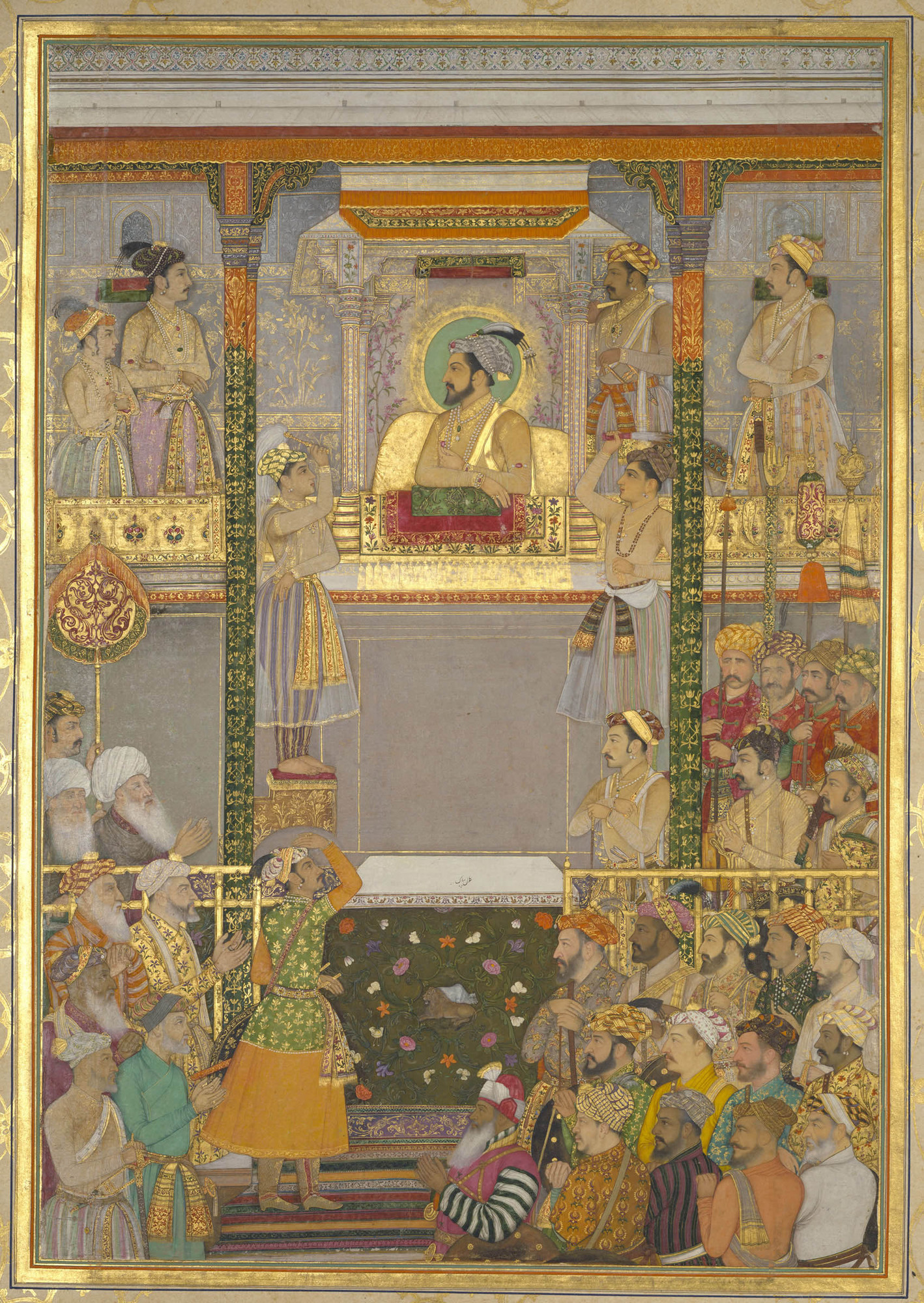
Xa Jahan al seu Durbar, del Windsor Padshahnama, c. 1657

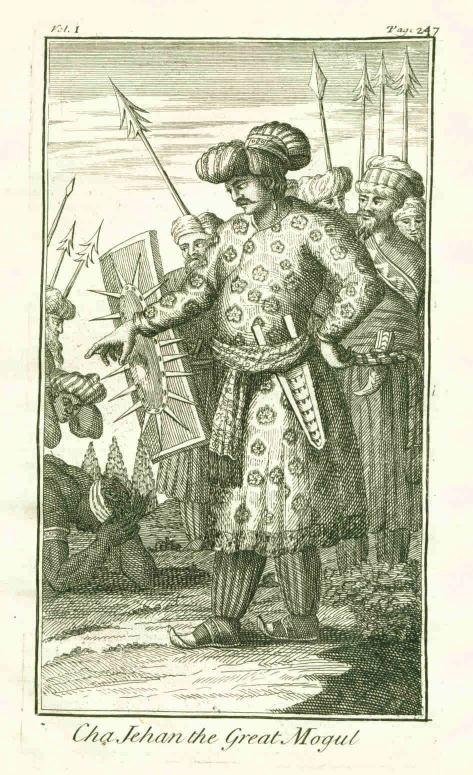
Xa Jahan el gran magnat

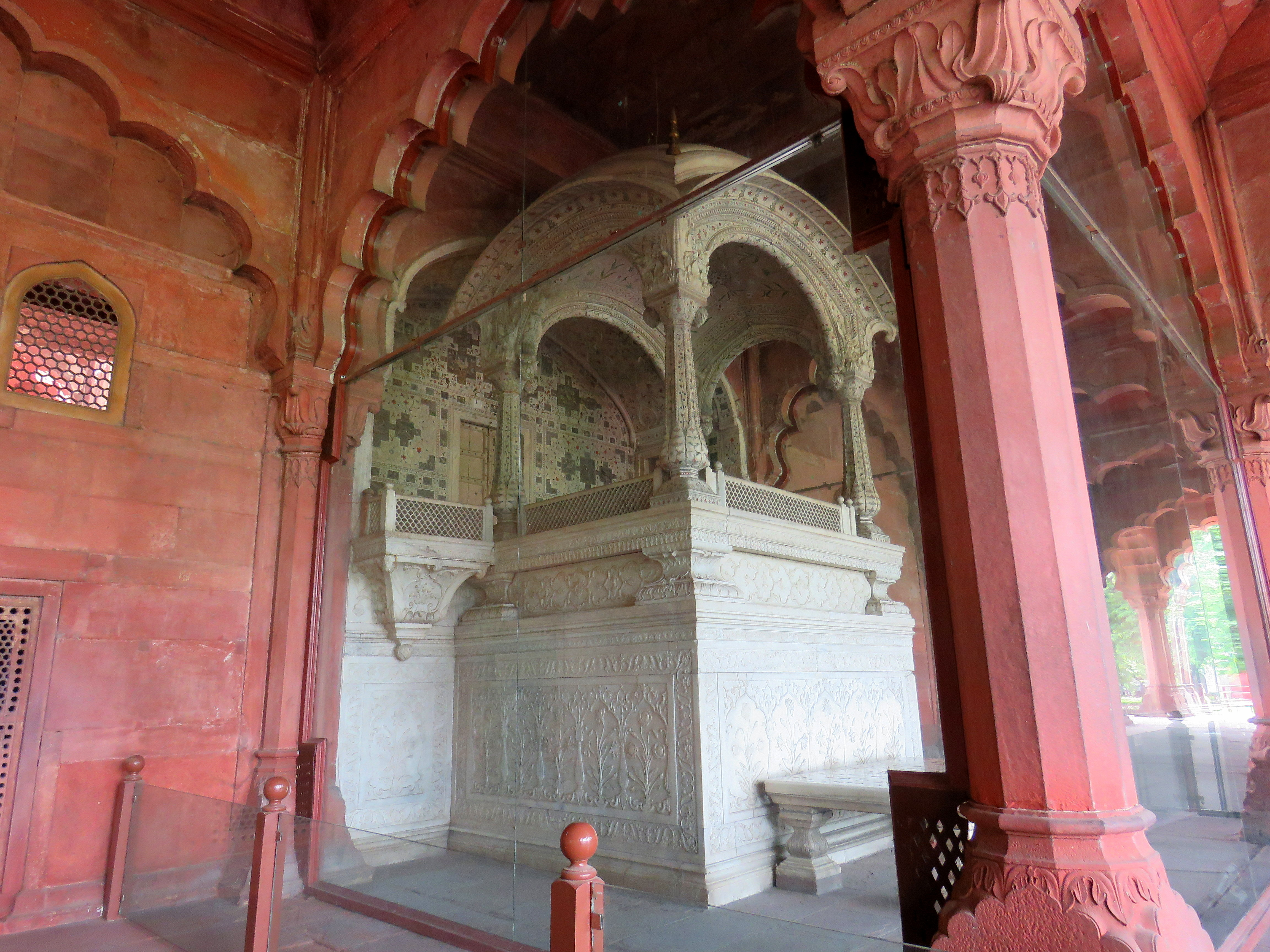
Tron de l'emperador mogol Xa Jahan de l'Índia, Fort Vermell, Delhi

A la mort d'aquest el 1627, amb el suport d'Asaf Khan, va pujar al tron i va fer matar als seus parents més propers i potencials rivals al tron. No obstant els nobles partidaris dels seus rivals no van patir persecucions greus.
Els seus primers passos culturals i polítics han estat descrits com un tipus del Renaixement timúrida, en el qual va establir vincles històrics i polítics amb la seva herència timúrida principalment a través de les seves nombroses campanyes militars sense èxit a la seva regió ancestral de Balkh. En diverses formes, Xa Jahan es va apropiar dels seus antecedents timúrides i els va empeltar al seu llegat imperial.
Durant el seu regnat es va introduir el cavall Marwari, convertint-se en el favorit de Xa Jahan, i es van produir en sèrie diversos canons mogols al fort de Jaigarh. Sota el seu govern, l'Imperi es va convertir en una enorme màquina militar i els nobles i els seus contingents es van multiplicar gairebé per quatre, igual que les demandes de més ingressos dels seus ciutadans. Però per les seves mesures en l'àmbit financer i comercial, va ser un període d'estabilitat general, l'administració es va centralitzar i els afers judicials es van sistematitzar.
L'Imperi mogol va continuar expandint-se moderadament durant el seu regnat, ja que els seus fills comandaven grans exèrcits en diferents fronts. L'Índia en aquell moment era un ric centre de les arts, l'artesania i l'arquitectura, i alguns dels millors arquitectes, artesans, artesans, pintors i escriptors del món van residir a l'Imperi de Xa Jahan. Segons l'economista Angus Maddison, la participació de l'Índia de l'època mogol en el producte interior brut (PIB) mundial va créixer del 22,7% el 1600 al 24,4% el 1700, superant la Xina i esdevenint la més gran del món. E. Dewick i Murray Titus, citant Badshahnama, escriuen que 76 temples de Benarés van ser enderrocats per ordre de Xa Jahan.

## Fam de 1630
Una fam va esclatar el 1630-1632 a Dèccan, Gujarat i Khandesh com a conseqüència del fracàs de les collites. Dos milions de persones van morir de fam, els botiguers van vendre carn de gossos i van barrejar ossos en pols amb farina. S'informa que els pares es van menjar els seus propis fills. Alguns pobles van quedar completament destruïts, els seus carrers s'omplien de cadàvers. En resposta a la devastació, Xa Jahan va instal·lar langar (cuines gratuïtes) per a les víctimes de la fam.

## Campanyes militars reeixides contra els sultanats de Dècan
Per augmentar els ingressos va concedir més terres khalsa (terres imperials) als nobles. Fou al seu temps el sobirà més ric del món.
El 1632, Xa Jahan va capturar la fortalesa de Daulatabad, Maharashtra i va empresonar Husein Xa del regne Nizam Shahi d’Ahmednagar.
El 1636 va annexionar el sultanat d'Ahmednagar però una part la va cedir al sultanat de Bijapur. El sultanat de Golkonda va quedar com un estat protegit i va pagar un tribut anual. Xa Jahan va nomenar Aurangzeb virrei del Dècan, format per Khandesh, Berar, Telangana i Daulatabad. Durant el seu virregnat, Aurangzeb va conquerir Baglana, després Golconda el 1656, i després Bijapur el 1657.
El 1646 es va enfrontar al kanat Uzbek i es va apoderar temporalment de Balkh i Badakhxan, però el 1647 es va haver de retirar.
L'evidència del regnat de Xa Jahan afirma que el 1648 l'exèrcit estava format per 911.400 homes d'infanteria, mosqueters i artilleria, i 185.000 Sawars comandats per prínceps i nobles.

### Rebel·lió sikh liderada per Guru Hargobind
Es va produir una rebel·lió dels sikhs liderada per Guru Hargobind i, en resposta, Xa Jahan va ordenar la seva destrucció. Però Guru Hargobind va derrotar l'exèrcit mogol a la batalla d'Amritsar, la batalla de Kartarpur, la batalla de Rohilla i la batalla de Lahira.

### Relacions amb la dinastia safàvida

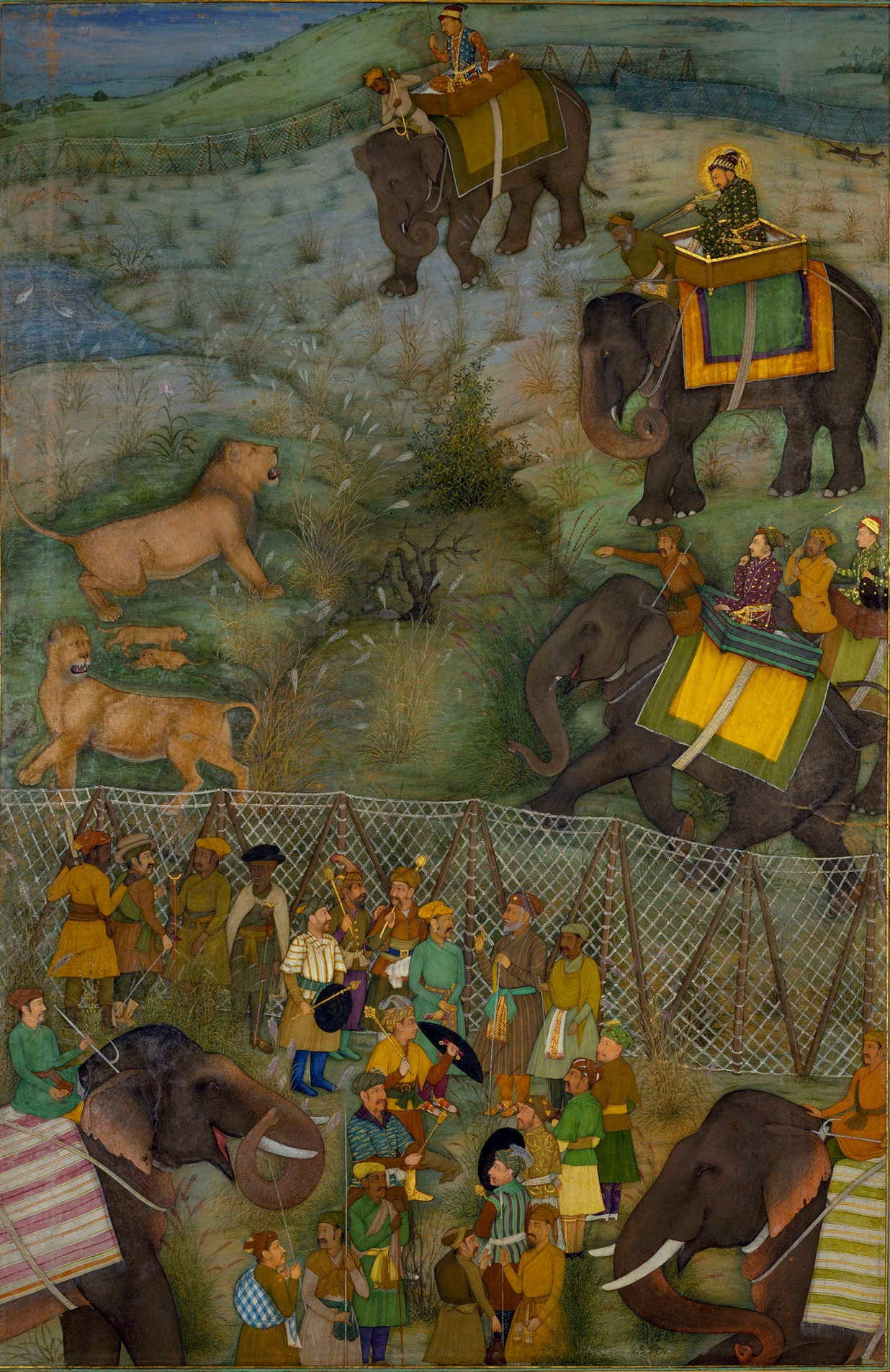
Pintura de Xa Jahan caçant lleons asiàtics a Burhanpur, actual Madhya Pradesh, de 1630

Xa Jahan i els seus fills van capturar la ciutat de Kandahar el 1638 als safàvides, provocant la represàlia dels perses dirigida pel seu governant Abbas II de Pèrsia, que la va recuperar el 1649. Els exèrcits mogols no van poder recuperar-la malgrat els repetits setges durant la guerra mogol-safàvida. Xa Jahan també va expandir l'Imperi mogol cap a l'oest més enllà del pas de Khyber fins a Gazni i Kandahar.

### Campanya militar a Àsia Central
Xa Jahan va llançar una invasió d'Àsia Central entre 1646 i 1647.

### Relacions amb l'Imperi Otomà
Xa Jahan va enviar una ambaixada a la cort otomana el 1637. Dirigit per Mir Zarif, va arribar al sultà Murat IV l'any següent, mentre ell estava acampat a Bagdad. Zarif li va obsequiar amb bons regals i una carta que animava a una aliança contra la Pèrsia safàvida. El sultà va enviar una ambaixada de retorn dirigida per Arsalan Agha. Xa Jahan va rebre l'ambaixador el juny de 1640.
Mentre estava acampat a Bagdad, Murat IV se sap que va conèixer ambaixadors de l'emperador mogol Xa Jahan, Mir Zarif i Mir Baraka, que van presentar 1000 peces de tela finament brodada i fins i tot una armadura. Murat IV els va donar les millors armes, selles de muntar i caftans i va ordenar a les seves forces que acompanyessin els mogols al port de Bàssora, on van salpar cap a Thatta i finalment Surat. Van intercanviar regals luxosos, però Xa Jahan estava disgustat amb la carta de retorn del sultà Murat, el to de la qual va trobar descortès. El successor del sultà Murat, el sultà Ibrahim, va enviar a Xa Jahan una altra carta animant-lo a fer la guerra contra els perses, però no hi ha cap constància de resposta.

### Guerra amb els portuguesos
Xa Jahan va donar ordres el 1631 a Qasim Khan, el virrei mogol de Bengala, per expulsar els portuguesos del seu punt comercial a Hooghly-Chinsurah. El lloc estava fortament armat amb canons, cuirassats, muralles fortificades i altres instruments de guerra. Els portuguesos van ser acusats de tràfic per alts funcionaris mogols i a causa de la competència comercial el port de Satgaon, controlat pels mogols, va començar a enfonsar-se. Xa Jahan estava especialment indignat per les activitats dels jesuïtes en aquella regió, sobretot quan van ser acusats de segrestar camperols. El 25 de setembre de 1632, l'exèrcit mogol va aixecar banderes imperials i va aconseguir el control de la regió de Bandel, i la guarnició va ser castigada. El 23 de desembre de 1635, Xa Jahan va emetre un edicte ordenant que l'església d'Agra fos enderrocada. L'Església va ser ocupada pels jesuïtes portuguesos. No obstant això, l'emperador va permetre que els jesuïtes fessin les seves cerimònies religioses en la intimitat. També va prohibir que els jesuïtes prediquessin la seva religió i fessin conversos tant a hindús com a musulmans. Tot i que en el decret, també va concedir 777 bighas de terra lliure de lloguer als Pares Agustins i a la comunitat cristiana de Bandel, actualment a Bengala Occidental, configurant la seva herència portuguesa per als propers temps.

### Ministres
El tresorer de Xa Jahan va ser el xeic Farid, que va fundar la ciutat de Faridabad.

## Revoltes contra Xa Jahan
Els Kolis de Gujarat es van rebel·lar contra el govern de Xa Jahan. El 1622, Xa Jahan va enviar Raja Vikramjit, el governador de Gujarat, per sotmetre els Kolis d'Ahmedabad. Entre 1632 i 1635, quatre virreis foren nomenats en un esforç per gestionar les activitats dels Koli. Els Kolis de Kankrej al nord de Gujarat van cometre excessos i el Jam de Navanagar es va negar a retre homenatge a Xa Jahan. Aviat, Ázam Khán va ser nomenat en un esforç per sotmetre els Kolis i posar ordre a la província. Ázam Khán va marxar contra els rebels Koli. Quan Ázam Khán va arribar a Sidhpur, els comerciants locals es van queixar amargament dels atropellaments d'un tal Kánji, un Chunvalia Koli, que havia estat especialment atrevit a saquejar mercaderies i cometre robatoris a les carreteres. Ázam Khán, ansiós per començar amb una demostració de vigor abans de procedir a Ahmedabad, va marxar contra Kánji, que va fugir al poble de Bhádar prop de Kheralu, a seixanta milles al nord-est d'Ahmedabad. Ázam Khán el va perseguir amb tanta intensitat que Kánji es va rendir, va lliurar el seu botí i va garantir que no només deixaria de cometre robatoris sinó que també pagaria un tribut anual de 10.000 rupies. Aleshores Ázam Khán va construir dos llocs fortificats al territori dels Koli, nomenant un Ázamábád amb ell mateix, i l'altre Khalílábád pel seu fill. A més, va forçar la rendició del Jam de Navanagar. El següent virrei, Ísa Tarkhán, va dur a terme reformes financeres. El 1644, el príncep mogol Aurangzeb va ser nomenat virrei, que després es va provocar disputes religioses, com la destrucció d'un temple jainista a Ahmedabad. A causa d'aquestes disputes, va ser substituït per Shaista Khan que no va poder sotmetre a Kolis. Posteriorment, el príncep Murad Bakhsh va ser nomenat virrei el 1654. Va restablir l'ordre i va derrotar els rebels Koli.

## Malaltia i mort

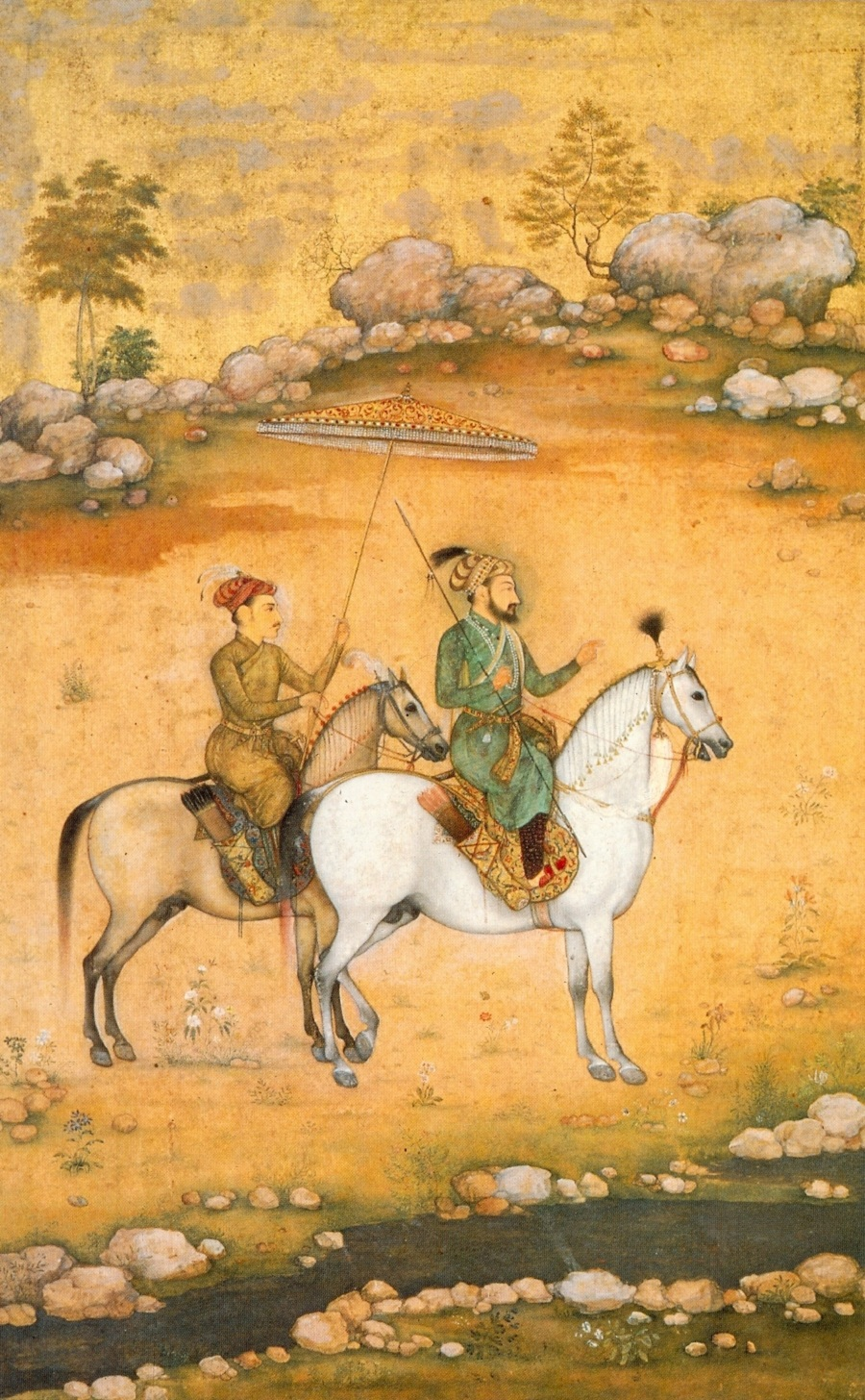
Xa Jahan i el seu fill Dara Shukoh.

Quan Xa Jahan va emmalaltir el 1658, Dara Shukoh (fill gran de Mumtaz Mahal) va assumir el paper de regent en lloc del seu pare, la qual cosa va provocar ràpidament l'animadversió dels seus germans. En conèixer la seva presa de regència, els seus germans menors, Shuja, virrei de Bengala, i Murad Bakhsh, virrei de Gujarat, van declarar la seva independència i van marxar cap a Agra per reclamar les seves riqueses. Aurangzeb, el tercer fill, va reunir un exèrcit ben entrenat i es va convertir en el seu comandant en cap. Es va enfrontar a l'exèrcit de Dara prop d'Agra i el va derrotar durant la batalla de Samugarh. Tot i que Xa Jahan es va recuperar completament de la seva malaltia, Aurangzeb el va declarar incompetent per governar i el va posar sota arrest domiciliari al Fort d'Agra.
Jahanara Begum Sahib, la filla supervivent més gran de Mumtaz Mahal, va compartir voluntàriament el seu confinament de 8 anys i el va alletar en el seu amor. El gener de 1666, Xa Jahan va caure malalt. Confinat al llit, es va debilitar progressivament fins que, el 22 de gener, va elogiar les dames de la cort imperial, especialment la seva consort dels anys posteriors Akbarabadi Mahal, a la cura de Jahanara. Després de recitar el Xahada (Laa ilaaha ill Allah) i els versos de l'Alcorà, Xa Jahan va morir, als 74 anys.

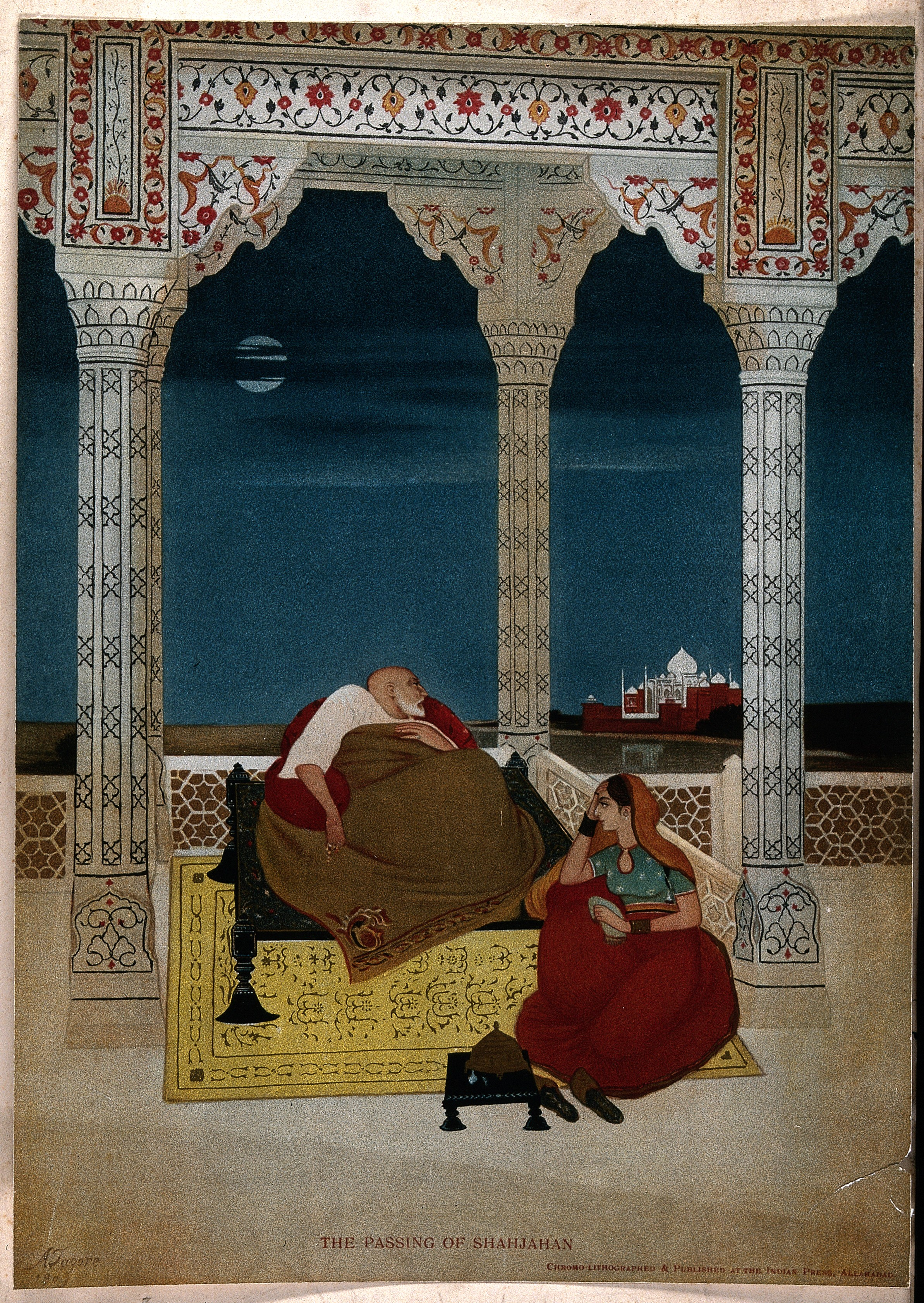
El traspàs de Xa Jahan

El capellà de Xa Jahan Sayyid Muhammad Qanauji i Kazi Qurban d'Agra van arribar al fort, van traslladar el seu cos a una sala propera, el van rentar, el van envoltar i el van posar en un taüt de sàndal.
La princesa Jahanara havia planejat un funeral d'estat que havia d'incloure una processó amb el cos de Xa Jahan portat per nobles eminents seguits pels notables ciutadans d'Agra i els funcionaris escampant monedes per als pobres i necessitats. Aurangzeb es va negar a aquesta ostentació. El cos va ser portat al Taj Mahal i allí va ser enterrat al costat del cos de la seva estimada esposa Mumtaz Mahal.

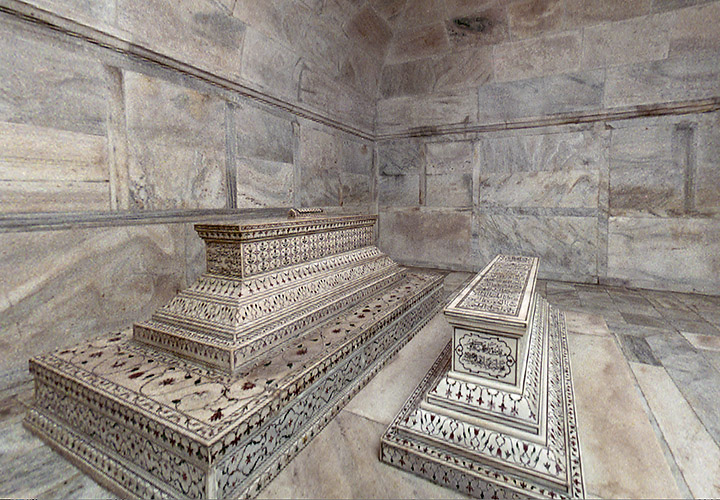
Les tombes reals de Mumtaz Mahal i Xa Jahan al nivell inferior del Taj Mahal